# Aleurotrachelus dryandrae
Aleurotrachelus dryandrae là một loài côn trùng cánh nửa trong họ Aleyrodidae, phân họ Aleyrodinae.
Aleurotrachelus dryandrae được Solomon miêu tả khoa học đầu tiên năm 1935.